# ستاره اچکزی
ستاره اچکزی (زاده ۱۹۵۶/۱۹۵۷ – درگذشته ۱۲ آوریل ۲۰۰۹) فعال برجسته حقوق زنان افغان و عضو شورای ولایتی قندهار بود. وی توسط طالبان ترور شد.
«اچکزی» نام مشترک یکی از زیرقبایل قبیله درانی پشتون‌ها-از بزرگترین گروه‌های قومی افغانستان- است. ستاره تابعیت دوگانه افغانستان و آلمان را داشت، و در کانادا کاملاً شناخته شده‌است، به خاطر اینکه تعدادی از افراد خانواده گسترده او در تورنتو زندگی می‌کنند.
ستاره اچکزی مانند ملالی کاکر و صفیه احمدجان توسط طالبان مورد هدف قرار گرفت زیرا تلاش می‌کرد موقعیت زنان افغان را بهبود ببخشد. وی در ۱۲ آوریل ۲۰۰۹ در سن ۵۲ سالگی توسط مردان مسلح طالبان در قندهار ترور شد.
دولت کانادا ترور را محکوم کرد. میشل ژان فرماندار کل کانادا گفت:
| ” | ماهم از شنیدن خبر ترور ستاره اچکزی پریشانیم، او زنی شجاع و سرافراز بود که برای حقوق زنان کشورش فعالیت می‌کرد. او به ضرب گلوله کشته شد. طالبان سریع مسولیت این خشونت بی‌سابقه را پذیرفت. آنها با سبعیت تصمیم گرفته‌اند مانع تمام تلاشهایی گردند که موجب توسعه بیشتر و ثبات در افغانستان می‌شود. | “ |

## ستایش
- «او یک مبارز بود، او زنی شجاع بود و همیشه برای حقوق زنان و حقوق فقرا می‌جنگید؛ به خاطر همین طالبان او را دوست نداشتند … همه او را از دست دادند، بویژه دموکراسی، زیرا او برای همه می‌جنگید.» (اجمل میوند، برادرزاده خانم اچکزی)[۷]